# Almafuerte (Córdova)
Almafuerte é um município da província de Córdoba, na Argentina.